# Speocera bambusicola
Speocera bambusicola är en spindelart som beskrevs av Brignoli 1980. Speocera bambusicola ingår i släktet Speocera och familjen Ochyroceratidae.
Artens utbredningsområde är Kenya. Inga underarter finns listade i Catalogue of Life.